# Vitacura

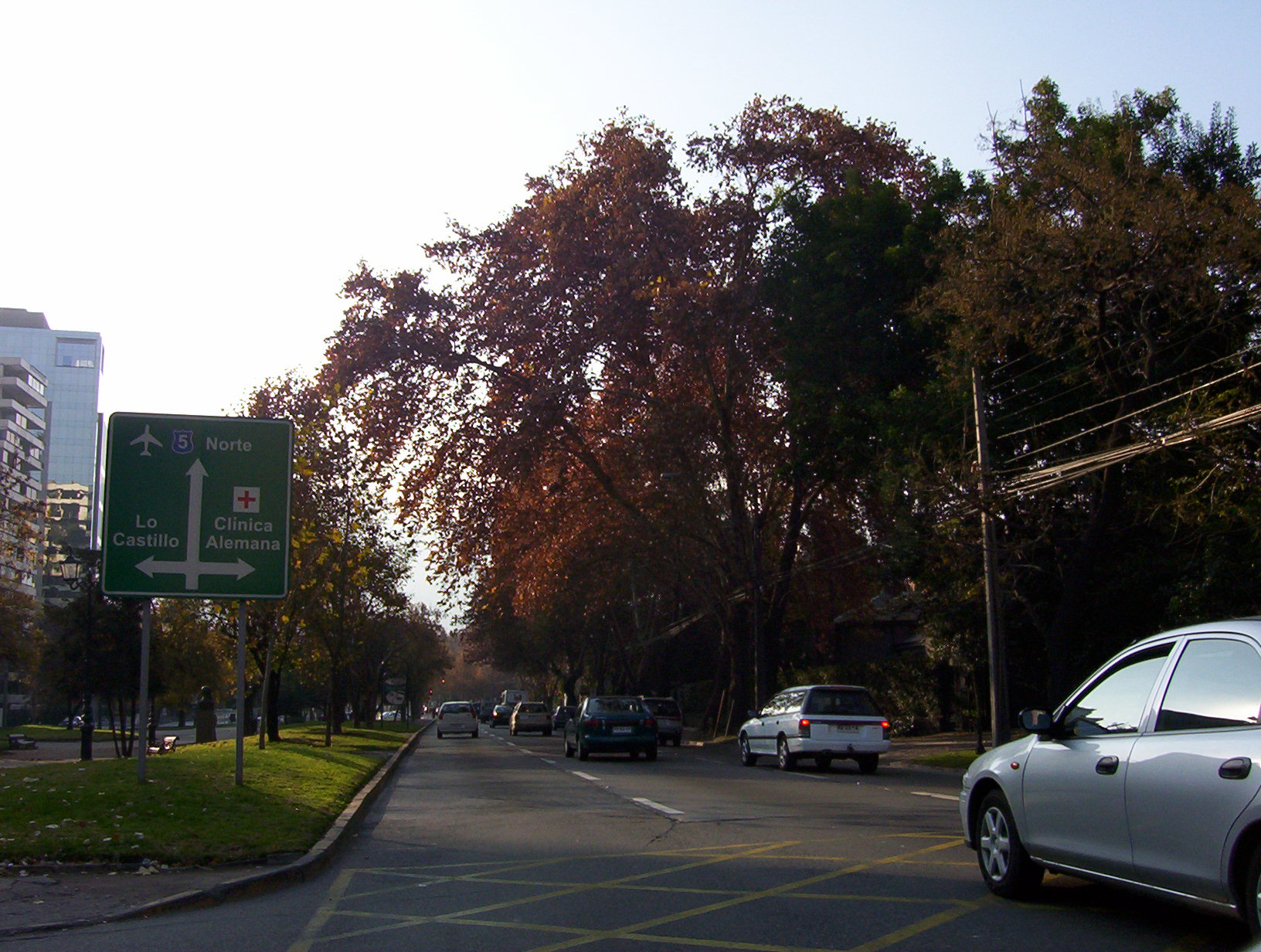

Vitacura is een gemeente in de Chileense provincie Santiago in de regio Región Metropolitana. Vitacura telde 85.384 inwoners in 2017.
- Virtual International Authority File: 158093673